# Gjon's Tears
Ђон Мухаремај (алб. Gjon Muharremaj; Фрибур, Швајцарска, 29. јун 1998), професионално познат као Gjon's Tears, је швајцарски певач и текстописац косовско-албанског порекла. Требало је да представља Швајцарску на Песми Евровизије 2020. са песмом „Репондез-мои“ пре отказивања такмичења. Поново је интерно изабран за представника земље за такмичење 2021. са својом песмом "Тоут л'Универс". Завршио је на трећем месту са 432 бода, што је најбољи пласман за Швајцарску од 1993. године.

## Живот и каријера
Мухаремај је рођен у Броцу, Фрибур, Швајцарска од оца косовског Албанца из Ђиновца, дела општине Сува Река  на Косову, и мајке Албанке из Тиране, Албанија.     Своје уметничко име је стекао након што је свог деду дирнуо до суза када је извео песму Елвиса Прислија "Кент хелп фолинг ин лав". Године 2011, са 12 година, Мухаремај се такмичио у првој сезони талент шоуа Албанци имају таленат, пласиравши се на треће место у финалу.   Годину дана касније стигао је до полуфинала швајцарске верзије овог такмичења.  Године 2019. прошао је аудицију за осму сезону француског певачког такмичења "Глас" са тимом Мика стигао до полуфинала. 

## Дискографија

### Синглови
| "Баби" - 2018.               |
| "Поново у светлости" - 2018. |
| "Репондез-мои" - 2020.       |
| "Тоут л'универс" - 2021.     |
| "Силуета" - 2022.            |
| ---------------------------- |

## Награде и номинације
| Година | Награда                      | Номинација                                       | Ref.   |
| ------ | ---------------------------- | ------------------------------------------------ | ------ |
| 2021   | МТВ европске музичке награде | Најбољи швајцарски извођач - Номинација и победа | [ 10 ] |